# 野崎勝義
野崎 勝義（のざき かつよし、1942年1月27日 - ）は、日本の実業家。元阪神タイガース球団社長。

## 経歴
兵庫県西宮市出身。神戸市外国語大学外国語学部英米語学科を卒業して、1965年に阪神電気鉄道に入社した。入社後は同社航空営業部（現・阪急阪神ビジネストラベル）に配属され、航空営業一筋に歩む。
1996年同社航空営業部本部旅行部長から阪神タイガースへ出向、同球団の常務取締役に就任した。以降、選手の給与査定改善や球団フロント改革に務める。「タイガースなんてちっちゃい会社。強い、弱いと騒がんでええ」と成績を気にしなかったオーナーの久万俊二郎を説得し、野崎が役員に就任した1996年、球団が赤字になったことを契機に久万は電鉄本社からの資金提供を認めた。
1998年には球団本部長・専務となる。チーム再建には監督を外部から招聘する以外はないと考えた野崎は、西本幸雄やメジャーリーグ2000勝のスパーキー・アンダーソンらに声をかけた。特にアンダーソンは自ら交渉へ出向き、契約合意寸前にまで取り付けた（結果、アンダーソン夫人の猛反対に遭い破談となった）。1999年から、野村克也が監督に就任する。
2001年、球団社長に就任。同年で野村が退任すると、中日監督を退任したばかりの星野仙一を後任の監督として招聘した。
2003年には公式ファンクラブを発足させ、発足式では自ら景品のナンバージャージ（ユニフォーム・スタイルの応援服）を着用した。同年、阪神は18年ぶりのリーグ優勝を達成する。
2004年、セントラル・リーグ理事長となる。この年浮上したオリックス・近鉄合併に端を発したプロ野球再編問題では、1リーグ制に肯定的であったオーナーの久万に異を唱えて「2リーグ制維持」を主張、星野シニアディレクターとの説得により久万を翻意させた。一方、オフに発覚した一場事件で当初、球団の関与を否定するコメントを出したにもかかわらず阪神スカウトも約25万円を渡していたことが後に発覚し、球団社長を退任した。
2005年、阪神タイガース連盟担当取締役（球団代表に相当）に就任。2007年6月末にて退任するとともに阪神球団を退いた。
2009年に関西国際大学客員教授（専攻はリスクマネジメント、スポーツ産業論）となる。

## 人物
- 旧阪神グループのサービス部門の経歴が長く、低姿勢でソフトな印象を持つ。
- 父親が阪急電鉄が所有していた西宮球場に社員として採用されていた関係で同球場にて数回野球観戦していたが、野崎自身としては阪神球団に出向するまで、阪神タイガースや前述の西宮球場を本拠地としていた阪急ブレーブス（現・オリックス・バファローズ）を含む、野球全般に関心が無かった。そのため、阪神電鉄の人事担当専務から阪神球団への出向を言い渡された際に、「これは人選が間違っている」と抗議した程である[1]。

## 著書
- 『ダメ虎を変えた! ぬるま湯組織に挑んだ、反骨の11年』（2011年9月20日 朝日新聞社）